# Kakao Corporation
Kakao Corporation (korejsky: 주식회사 카카오) zkráceně Kakao (korejsky: 카카오) je jihokorejská internetová společnost, která vznikla v roce 2014 spojením společností Daum Communications a Kakao Inc. V roce 2014 byla společnost přejmenována na Daum Kakao, ovšem v roce 2015 se opět přejmenovala na původní Kakao.
Společnost poskytuje nejrůznější služby z nichž nejpopulárnější jsou KakaoTalk, Kakao T nebo Melon. Společnost rovněž provozuje internetový portál Daum, který je hned po portálu Naver, druhý nejpoužívanější portál v Jižní Koreji.

## Služby
| logo                     | anglický název      | korejský název    | spuštění                                        | popis                                                                   |
| ------------------------ | ------------------- | ----------------- | ----------------------------------------------- | ----------------------------------------------------------------------- |
| KakaoTalk_logo           | KakaoTalk           | 카카오톡          | 18. března. 2010 (iOS) 23. srpna 2010 (Android) | Instant messaging; Poskytuje funkce jako chatování a hlasové hovory.    |
|                          | Kakao Story         | 카카오스토리      | 20. 3. 2012                                     | Sociální síť, která poskytuje funkci sdílení fotografií, videí a hudby. |
| Kakao_page_logo          | Kakao Page          | 카카오페이지      | 9. dubna 2013                                   | Poskytuje čtení Webtoonů (digitální Manhwy)                             |
| Tistory_logo             | Tistory             | 티스토리          | 25. května 2006                                 | Poskytuje psaní blogů                                                   |
|                          | Kakao Music         | 카카오뮤직        | září 2013                                       | Poskytuje funkce pro poslech, stahování a sdílení hudby                 |
| Melon_logo               | Melon               | 멜론              | listopad 2004                                   | Poskytuje funkce pro poslech, stahování a sdílení hudby                 |
|                          |                     | 카카오톡 선물하기 | prosinec 2010                                   | dárkový obchod                                                          |
|                          | Fashion by kakao    | 패션 by kakao     | říjen 2012                                      | eshop s oblečením                                                       |
|                          | Shopping How        | 쇼핑하우          | 12. července 1999                               | Agregátor nakupování (lze přirovnat k Heureka.cz)                       |
| Kakao_Bank_of_Korea_Logo | Kakao Bank          | 카카오뱅크        | 22. ledna 2016                                  | internetová banka                                                       |
|                          | Kakao Pay           | 카카오페이        | 3. dubna 2017                                   | Mobilní finanční služba (lze přirovnat ke Google Pay)                   |
|                          | KakaoPay Securities | 카카오페이증권    | 6. února 2020                                   | burzovní makléřství                                                     |
| KakaoMap_logo            | KakaoMap            | 카카오맵          | 1999                                            | mapy (lze přirovnat k Mapy Google, nebo Mapy.cz)                        |
|                          | Kakao Bus           | 카카오버스        | 26. dubna 2016                                  | Informace o poloze autobusu a vyhledávání spoje (lze přirovnat k IDOS)  |
|                          | Kakao Metro         | 카카오지하철      | 2010                                            | hledání trasy metra                                                     |
|                          | KakaoNavi           | 카카오내비        | 14. března 2011                                 | navigace                                                                |
| Kakao_T_logo             | Kakao T             | 카카오 T          | 2017                                            | Zavolání taxi, potvrzení polohy taxi, navigace a náhradní funkce řízení |
| Logo_of_Kakao_Games      | Kakao Games         | 카카오게임        | červen 2012                                     | dceřiná společnost, zabývající se vývojem her                           |
|                          | Kakao Friends       | 카카오프렌즈      | listopad 2012                                   | emotikony pro KakaoTalk                                                 |
|                          | KakaoTV             | 카카오TV          | červen 2015                                     | streamování, OTT (lze přirovnat k YouTube)                              |
|                          | Kakao Hairshop      | 카카오헤어샵      | 12. července 2016                               | rezervace kadeřnictví, manikúry a pedikúry                              |
|                          | Yanadookids         | 야나두키즈        | ?                                               | Obsah pro děti (lze přirovnat k YouTube Kids)                           |